# Worms Revolution
Worms Revolution ist ein 2012 veröffentlichtes Artillery-Spiel aus der von Team17 entwickelten Worms-Reihe. Der Titel erschien für Windows, PlayStation 3, Xbox 360, macOS und Playstation Vita.

## Spielprinzip
Das Spiel hat dasselbe Gameplay wie seine Vorgänger. Jeder Spieler steuert ein Team aus mehreren Würmern. Im Laufe des Spiels wählen die Spieler abwechselnd einen ihrer Würmer aus. Im Gegensatz zu früheren Spielen, in denen Wasser auf den Boden beschränkt war, gibt es jetzt mehrere Bereiche im gesamten Level, in denen Wasserbecken zu finden sind. Indem die Umgebung in die Luft gesprengt wird, können die Spieler dieses Wasser freisetzen und Gegner eliminieren. Auch neue Waffen wie die Wasserpistole beinhalten diese Wasserphysik.
Eine weitere Neuheit in der Serie ist die Aufnahme von vier verschiedenen Klassen. Das wäre die Soldat, Scout, Wissenschaftler und Heavy. Soldaten folgen der Standardvorlage mit Allround-Statistiken. Der Scout kann sich schneller bewegen und springen, hat aber weniger starke Angriffe. Der Wissenschaftler kann bessere Waffen und Ausrüstung herstellen und den anderen Würmern im Team einen Gesundheitsbonus verleihen. Die Heavy bewegen sich langsam, haben aber stärkere Angriffe und können mehr Schaden einstecken. Das Spiel bietet sowohl Einzelspieler als auch Mehrspieler.

## Entwicklung
Das Gameplay basiert auf den originalen 2D-Worms-Spielen. Am 30. März 2012 kündigte Team17 Worms Revolution mit einer völlig neuen Engine an. Am 26. Mai 2012 gab das Unternehmen bekannt, dass Matt Berry und Dean Wilkinson an dem Spiel arbeiteten.

## Rezeption
Das Spiel erhielt gute Kritiken. IGN gab dem Spiel eine Punktzahl von 8,5 von 10, lobte das unterhaltsame Gameplay und die enorme Zahl an Anpassungen. GamesRadar gab dem Spiel eine Punktzahl von 70/100, lobte das strategische Gameplay, die Anpassungsoptionen und den Humor des Spiels, während es die Betonung auf Physik und Schwierigkeit kritisierte.